# Capa de chuva

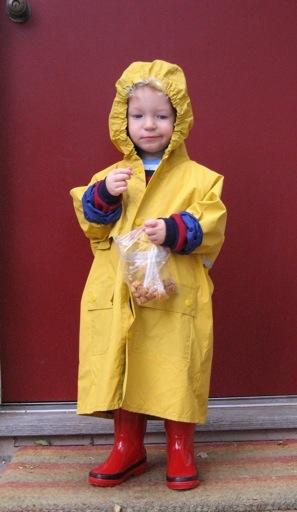
Uma criança vestindo uma capa de chuva amarela com capuz

Uma capa de chuva ou impermeável é uma vestimenta impermeável usada como proteção contra a chuva. O termo capa de chuva às vezes é usado para se referir a capas de chuva que têm o comprimento da cintura. As capas de chuva modernas são geralmente construídas a partir de tecidos impermeáveis respiráveis. Esses tecidos permitem a passagem do vapor de água, permitindo que a roupa respire, para que o suor do usuário possa escapar.
A primeira capa de chuva que se tem notícia da história foi desenvolvida pelo químico escocês Charles Macintosh em 1824 cuja estrutura era formada por um novo tipo de lona alcatroada fabricado com um pedaço de borracha amolecida pela nafta em dois pedaços de tecido. 

## Estilos
- Anorak, derivado de desenhos tradicionais inuítes
- Mackintosh, pano emborrachado
- Mino, capa de chuva japonesa tradicional feita de palha
- Oilskin
- Poncho
- Sou'wester
- Trench coat, derivado de capa de chuva tradicional
- Casaco encerado